# Club Atlètic Ibèria
El Club Atlètic Ibèria és una entitat esportiva fundada el 1939 als barris barcelonins del Port i la Zona franca i que té el futbol com a esport principal.

## Història
En la dècada de 1920 als barris de la Marina i actual Zona Franca de Barcelona existien 4 clubs de futbol, l'Antunenc, el Santiveri, el Portense i el Port. El 1936, en iniciar-se la Guerra Civil, es varen suspendre alguns esports. Acabada la guerra es va reprendre l'activitat i el dia 12 d'agost del 1939 va néixer el Club Atlètic Ibèria, com a fusió dels 4 clubs. Inicià la seva singladura amb l'entusiasme dels treballadors de les fàbriques que veien en el futbol una sortida a les penúries de la postguerra.
El club va militar en categories regionals fins a la temporada 1955-56 que aconseguí l'ascens a Tercera Divisió. La temporada 1958-1959 l'Ibèria acabà campió del grup VII de la Tercera Divisió i jugà la fase d'ascens a Segona sense èxit. Entre 1959 a 1961 hi va jugar Eduardo Manchón, exjugador del Barça de les Cinc Copes. També va ser el primer club de José Cano Canito, que va arribar a jugar amb l'Espanyol i el Barça.
Es va mantenir a Tercera fins a la temporada 1962-63 i després retornà a Regional. Durant la dècada de 1960 el club posà en marxa seccions de bàsquet, handbol i atletisme. El manteniment del camp del carrer de la Mare de Déu de Port ha estat al llarg de molts anys una lluita constant dels dirigents de l'Ibèria per tal d'evitar la desaparició del terreny de joc davant la pressió municipal per instal·lar d'altres serveis en el solar que ocupa el camp de futbol.

## Temporades
- 1956-57: 3a Divisió 17è
- 1957-58: 3a Divisió 5è
- 1958-59: 3a Divisió 1r
- 1959-60: 3a Divisió 14è
- 1960-61: 3a Divisió 13è
- 1961-62: 3a Divisió 7è
- 1962-63: 3a Divisió 12è
- 2011-12: 4a Catalana
- 2016-2017: 3a Catalana